# Obsjtina Apriltsi
Obsjtina Apriltsi (bulgariska: Община Априлци) är en kommun i Bulgarien.   Den ligger i regionen Lovetj, i den centrala delen av landet, 130 km öster om huvudstaden Sofia. Antalet invånare är 3 121. Arean är 203 kvadratkilometer.
Terrängen i Obsjtina Apriltsi är kuperad norrut, men söderut är den bergig.
Följande samhällen finns i Obsjtina Apriltsi:
- Apriltsi

I omgivningarna runt Obsjtina Apriltsi växer i huvudsak lövfällande lövskog. Runt Obsjtina Apriltsi är det glesbefolkat, med 16 invånare per kvadratkilometer.